# 栗田佳織
栗田 佳織（くりた かおり、1988年1月29日 - ）は、新潟県長岡市出身のタレント・テレビレポーター・武道家。

## 来歴・人物
新潟県立長岡向陵高等学校、日本体育大学体育学部武道教育コース卒業。弟が2人いる。
小学3年の頃、弟に誘われ少林寺拳法を始める。学生時代は日体大学友会（体育会）少林寺拳法部に所属し2008年・2009年「全日本学生少林寺拳法大会」に出場し最優秀賞(一位)を連覇（文部科学大臣賞受賞）少林寺拳法大会全国大会(青森大会)最優秀賞（厚生労働大臣賞受賞）。卒業後、芸能事務所三桂所属。少林寺拳法の拳士として活動する傍ら芸能活動を開始した。
日体大の同級生に、体操選手の田中理恵とボクシング選手のチャオズ箕輪がいる。
レギュラー出演していたTOKYO MXの番組『ニッポン・ダンディ』での愛称は「くりちゃん」（共演者のダイアモンド☆ユカイによる命名）。
愛車はトヨタ・86。
2018年12月にリオデジャネイロ五輪柔道男子100キロ級銅メダルの羽賀龍之介と結婚した。

## 主なテレビ出演
- WRC世界ラリー選手権（J SPORTS 2011年度 - 2019年6月24日 Rd.8 ラリー・サルディニアまで）
- みのもんたの朝ズバッ!（TBSテレビ）2011年10月20日　スポーツ特集
- SASUKE（TBSテレビ）
- ニッポン・ダンディ（TOKYO MX、2012年10月 - 2013年3月） - 火曜バーディ